# Vathaanvaara naturreservat
Vathaanvaara naturreservat är ett naturreservat i Kiruna kommun i Norrbottens län.
Området är naturskyddat sedan 2020 och är 28 kvadratkilometer stort. Reservatet ligger nordväst om Vittangi. Mitt i reservatet återfinns  berget Vathaanvaara på vars sluttningar, längre ner återfinns granskog och ett stort myrlandskap med sumpskog.